# 野史
野史又稱稗史，是指未記載於正史，或者正史上紀錄為「傳聞」的史事，或非“正史”的民間編纂史書，或記載道聽途說、民間流傳的故事，以及據此編撰的史書。野史不一定是虛構的。例如，《汉书·艺文志》引如淳之言，“细米为稗，街谈巷说，甚细碎之言也。王者欲知里巷风俗，故立稗官，使称说之”。
余嘉錫《小說家出於稗官說》認爲“稗官者天子之士也”。周楞伽《稗官考》反對稗官是“天子之士”說。
由於不少正史編修皆受統治階級或特定價值觀之人群把持，例如中國歷朝正史數千年皆儒家士大夫集團把持編修，勝者為王，須符合儒學意識形態單一標準取捨，多有曲筆或偏袒隱瞞，造成紂王“天下之惡皆歸焉 ”，因此正史也不一定就是真相，如苻堅涉嫌改史，一些学者认为唐太宗因玄武門之變而亦涉嫌改史。野史在研究歷史挖掘真相上，頗具參考價值及貢獻，不宜輕忽。

## 中國歷史的例子
- 宋太宗殺了哥哥宋太祖，當上了皇帝。人称「燭影斧聲」。 有关记载以僧人文瑩的《续湘山野录》最为著名。
- 據說明太宗的生母不是孝慈高皇后。
- 據說鄭和遠航的原因之一是為了尋找建文帝。
- 據說孝莊文皇后在當时由主政的多爾袞拥立順治帝后,下嫁了多爾袞。
- 相传同治帝死于因嫖妓感染的梅毒。
- 據說光緒皇帝是被慈禧太后毒死的。

## 歐洲歷史的例子
- 據說籃球是在一個孩子玩法國大革命的斷頭台時發明的。
- 據說匈牙利的巴托里·伊莉莎白喝過並沐浴在女孩的鮮血中。

## 日本歷史的例子
- 戰國時代大名上杉謙信是一名女性，死於女性疾病。
- 安土桃山時代的本能寺之变背後的主謀是豐臣秀吉。

## 外部連結
- 野史漫谈 （页面存档备份，存于）